# Eirik Jensen
Eirik Jensen  (født 30. juli 1957) er en tidligere norsk politimand. Han blev fængslet i 2020. Han er forfatter af På innsiden, udgivet af Kagge Forlag.

## Kriminalitet

### Anholdelse
Den 24. februar 2014 blev politioverbetjent Jensen pågrebet og blev sigtet for grov korruption. Han var fra 2011 leder af Oslopolitiets Avdeling for Spesielle operasjoner. (Norsk)TV2 berettede, at Eirik Jensen også var et eventuelt delmål for Operation Silent. Det var på grund af Asker og Bærum politidistrikts mangeårige mistanker om urent spil fra Jensens side, at aktionen fik navnet Operation Silent. Sagen var ekstra delikat, fordi Jensen havde været i en alvorlig arbejdskonflikt med sin arbejdsgiver, efter han blev degraderet og internt omplaceret mod sin vilje".

### Retssag
Retssagen mod Jensen begyndte den 9. januar 2017 i Norge og varede frem til juni. Den tidligere politibetjent blev tiltalt for grov korruption og medvirkning til smugling af mere end tretten ton hash.
Kagge Forlag har bedt Torgrim Eggen om at skrive en bog om retssagen mod Eirik Jensen; Forbindelsen blev publiceret i 2019.